# 1966 год в кино

## Фильмы

### Мировое кино
- «451 градус по Фаренгейту»/Fahrenheit 451, Великобритания (реж. Франсуа Трюффо)
- «Библия»/The Bible: In The Beginning, Италия-США (реж. Джон Хьюстон)
- «Большая прогулка»/La Grande Vadrouille, Франция-Великобритания (реж. Жерар Ури)
- «Большие каникулы»/Les Grandes Vacances, Франция-Италия (реж. Жан Жиро)
- «Великолепное трио»/The Magnificent Trio, Гонконг (реж. Чжан Чэ)
- «Война окончена»/La Guerre Est Finie, Франция-Швеция (реж. Ален Рене)
- «Второе дыхание»/Le Deuxième Souffle, Франция (реж. Жан-Пьер Мельвиль)
- «Дракула: Князь Тьмы»/Dracula, Prince of Darkness, Великобритания (реж. Теренс Фишер)
- «Звёздный путь»/Star Trek, США, Выпущен пилотный выпуск телесериала
- «Как украсть миллион»/How To Steal A Million, США (реж. Уильям Уайлер)
- «Кто боится Вирджинии Вулф?»/Who's Afraid of Virginia Woolf?, США (реж. Майк Николс)
- «Маргаритки»/Sedmikrásky, ЧССР (реж. Вера Хитилова)
- «Мужское — женское»/Masculin, féminin: 15 faits précis, Франция-Швеция (реж. Жан-Люк Годар)
- «Мужчина и женщина»/Un homme et une femme, Франция (реж. Клод Лелуш)
- «Нежный проходимец»/Tendre Voyou, Франция-Италия (реж. Жан Беккер)
- «Операция «Святой Януарий»»/Operazione San Gennaro, Франция- Италия-ФРГ (реж. Дино Ризи)
- «Операция «Страх»»/Operazione paura, Италия (реж. Марио Бава)
- «Охота»/La caza, Испания (реж. Карлос Саура)
- «В погоне за «Лисом»»/After The Fox, Великобритания-США-Италия (реж. Витторио Де Сика)
- «Персона»/Persona, Швеция (реж. Ингмар Бергман)
- «Постель для брата и сестры, 1782»/Syskonbädd 1782, Швеция (реж. Вильгот Шёман)
- «Птицы большие и малые»/Uccelacci E Uccellini, Италия (реж. Пьер Паоло Пазолини)
- «Разорванный занавес»/Torn Curtain, США (реж. Альфред Хичкок)
- «Сделано в Париже»/Made In Paris, США (реж. Борис Сагал)
- «Тупик»/Cul-de-Sac, Великобритания (реж. Роман Полански)
- «Фантомас против Скотланд-Ярда»/Fantomas Contre Scotland Yard, Франция-Италия (реж. Андре Юнебель)
- «Фараон»/Faraon, Польша (реж. Ежи Кавалерович)
- «Фотоувеличение»/Blow-up, Италия-Великобритания (реж. Микеланджело Антониони)
- «Франкенштейн создал женщину»/Frankenstein Created Woman, Великобритания (реж. Теренс Фишер)
- «Харпер»/Harper, США (реж. Джек Смайт)
- «Хороший, плохой, злой»/Il buono, il brutto, il cattivo, Италия-Испания (реж. Серджо Леоне)
- «Человек на все времена»/A Man for All Seasons, Великобритания (реж. Фред Циннеман)
- «Чужое лицо»/他人の顔, Япония (реж. Хироси Тэсигахара)

### Советское кино

#### Фильмы Азербайджанской ССР
- «Двадцать шесть бакинских комиссаров», (реж. Аждар Ибрагимов)

#### Фильмы Белорусской ССР
- «Восточный коридор», (реж. Валентин Виноградов)
- «День приезда — день отъезда», (реж. Игорь Шишов)
- «Западня», (реж. Леонид Мартынюк)
- «Иду искать», (реж. Игорь Добролюбов)
- «Саша-Сашенька», (реж. Виталий Четвериков)
- «Чужое имя», (реж. Иосиф Шульман)
- «Я родом из детства», (реж. Виктор Туров)

#### Фильмы Грузинской ССР
- «Встреча в горах», (реж. Николай Санишвили)
- «Игра без ничьей», (реж. Юрий Кавтарадзе)
- «Листопад», (реж. Отар Иоселиани)
- «Он убивать не хотел», (реж. Георгий Шенгелая)
- «Хевсурская баллада», (реж. Шота Манагадзе)

#### Фильмы Литовской ССР
- «Маленький принц» (реж. Арунас Жебрюнас)

#### Фильмы РСФСР
- «Айболит-66», (реж. Ролан Быков)
- «Андрей Рублёв», (реж. Андрей Тарковский)
- «Берегись автомобиля», (реж. Эльдар Рязанов)
- «Бэла», (реж. Станислав Ростоцкий)
- «В городе С.», (реж. Иосиф Хейфиц)
- «Волшебная лампа Аладдина», (реж. Борис Рыцарев)
- «Выстрел», (реж. Наум Трахтенберг)
- «Два билета на дневной сеанс», (реж. Герберт Раппапорт)
- «Дневные звёзды», (реж. Игорь Таланкин)
- «Долгая счастливая жизнь», (реж. Геннадий Шпаликов)
- «Дядюшкин сон», (реж. Константин Воинов)
- «Женщины», (реж. Павел Любимов)
- «Июльский дождь», (реж. Марлен Хуциев)
- «Крылья», (реж. Лариса Шепитько)
- «Начальник Чукотки», (реж. Виталий Мельников)
- «Неуловимые мстители», (реж. Эдмонд Кеосаян)
- «Республика ШКИД», (реж. Геннадий Полока)
- «Сегодня — новый аттракцион», (реж. Надежда Кошеверова)
- «Сказка о царе Салтане», (реж. Александр Птушко)
- «Снежная королева», (реж. Геннадий Казанский)
- «Старшая сестра», (реж. Георгий Натансон)
- «Три с половиной дня из жизни Ивана Семёнова — второклассника и второгодника», (реж. Константин Березовский)
- «Три толстяка», (реж. Алексей Баталов и Иосиф Шапиро)
- «Удивительная история, похожая на сказку», (реж. Борис Долин)

#### Фильмы Украинской ССР
- «Их знали только в лицо», (реж. Антон Тимонишин)
- «Ярость», (реж. Николай Ильинский)

#### Фильмы совместных производителей

##### Двух киностудий, а также двух союзных республик
- «Встреча с прошлым», (сов. с «Грузия-фильм» и «Киностудией имени М. Горького»)

### Киножурналы
- Наштар

## Лидеры проката
- «Чрезвычайное поручение», (реж. Степан Кеворков) ─ 9 место, 30.8 млн. зрителей
- «Берегись автомобиля», (реж. Эльдар Рязанов) — 11 место, 29 млн.зрителей
- «Три толстяка» (реж. Алексей Баталов и Иосиф Шапиро), 23 миллиона человек.

## Персоналии

### Родились
- 22 апреля — Джеффри Дин Морган ─ американский актёр.
- 29 ноября — Евгений Миронов — советский актёр театра и кино, Народный артист России

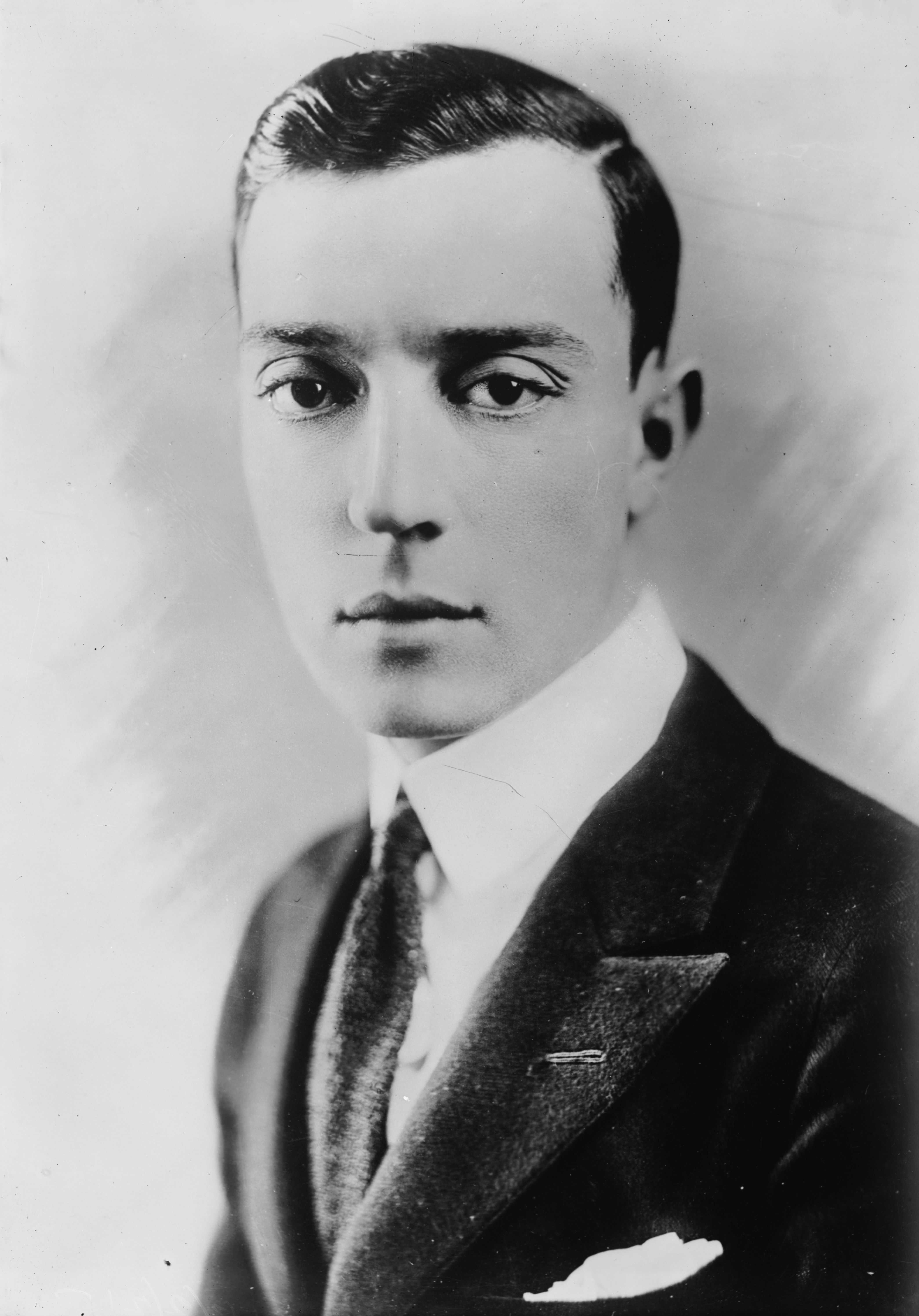
Бастер Китон

### Скончались
- 1 февраля — Бастер Китон ─ американский киноактёр и режиссёр, классик немой кинокомедии.
- 29 августа — Кэрол Галлахер — американская актриса.[1]
- 4 сентября — Мартин Штернер (швед. Martin Sterner) ─ шведский актёр и режиссёр.